# Copa Libertadores 1994
Navigation
Édition précédente Édition suivante
La Copa Libertadores 1994 est la 35e édition de la Copa Libertadores. Le club vainqueur de la compétition est désigné champion d'Amérique du Sud 1994 et se qualifie pour la Coupe intercontinentale 1994 et la Copa Interamericana 1994.
C'est le club argentin du Club Atlético Vélez Sarsfield qui remporte le trophée cette année, après avoir battu en finale le double tenant du titre, São Paulo FC. São Paulo dispute là sa troisième finale consécutive de Copa Libertadores alors que c'est la première pour Vélez. L'attaquant vénézuélien du Minervén FC Stalin Rivas termine meilleur buteur de la compétition avec sept buts inscrits, c'est la première fois qu'un buteur du Venezuela est ainsi honoré. Rivas contribue au bon parcours de son club, qui est la première équipe du Venezuela à atteindre les quarts de finale depuis la mise en place de la phase finale à élimination directe.
La compétition conserve le même format que les années précédentes. Le premier tour compte quatre poules de cinq équipes, dont les trois premiers disputent la phase finale où ils sont rejoints par le tenant du titre. La phase finale est jouée sous forme de rencontres à élimination directe, des huitièmes de finale jusqu'à la finale. En cas d'égalité de résultat, les clubs disputent une séance de tirs au but : il n'y a pas de match d'appui et la règle des buts marqués à l'extérieur n'est pas utilisée.

## Clubs engagés
- São Paulo Futebol Clube - Tenant du titre
- Club Atlético Boca Juniors - Vainqueur du tournoi Ouverture 1992
- Club Atlético Vélez Sarsfield - Vainqueur du tournoi Clôture 1993
- The Strongest La Paz - Champion de Bolivie 1993
- Club Bolívar - Vice-champion de Bolivie 1993
- Sociedade Esportiva Palmeiras - Champion du Brésil 1993
- Cruzeiro Esporte Clube - Vainqueur de la Copa do Brasil 1993
- Club Social y Deportivo Colo-Colo - Champion du Chili 1993
- Club de Deportes Unión Española - Vainqueur de la Liguilla pré-Libertadores 1993
- Corporación Popular Deportiva Junior - Champion de Colombie 1993
- Corporación Deportiva Independiente Medellín - Vice-champion de Colombie 1993
- Club Sport Emelec - Champion d'Équateur 1993
- Barcelona Sporting Club - Vice-champion d'Équateur 1993
- Club Olimpia - Champion du Paraguay 1993
- Cerro Porteño - Vainqueur du barrage pré-Libertadores 1993
- Club Universitario de Deportes - Champion du Pérou 1993
- Club Alianza Lima - Vainqueur de la Liguilla pré-Libertadores 1993
- Club Nacional de Football - 1er de la Liguilla pré-Libertadores 1993
- Defensor Sporting Club - 2e de la Liguilla pré-Libertadores 1993
- Club Sport Marítimo de Venezuela - Champion du Venezuela 1992-1993
- Minervén FC - Vice-champion du Venezuela 1992-1993

## Compétition

### Premier tour
| Rang | Équipe                    | Pts | J | G | N | P | Bp | Bc | Diff |  | Résultats (▼ dom., ► ext.) | Ind | Oli | Jun | CPo |
| ---- | ------------------------- | --- | - | - | - | - | -- | -- | ---- |  | -------------------------- | --- | --- | --- | --- |
| 1    | CD Independiente Medellin | 8   | 6 | 3 | 2 | 1 | 6  | 1  | +5   |  | CD Independiente Medellin  |     | 0-0 | 0-1 | 3-0 |
| 2    | Club Olimpia              | 8   | 6 | 3 | 2 | 1 | 5  | 3  | +2   |  | Club Olimpia               | 0-2 |     | 1-0 | 1-0 |
| 3    | Atlético Junior           | 5   | 6 | 2 | 1 | 3 | 4  | 5  | -1   |  | Atlético Junior            | 0-1 | 0-0 |     | 3-2 |
| 4    | Cerro Porteño             | 3   | 6 | 1 | 1 | 4 | 4  | 10 | -6   |  | Cerro Porteño              | 0-0 | 1-3 | 1-0 |     |

| Rang | Équipe                     | Pts | J | G | N | P | Bp | Bc | Diff |  | Résultats (▼ dom., ► ext.) | Vel | Cru | Pal | Boc |
| ---- | -------------------------- | --- | - | - | - | - | -- | -- | ---- |  | -------------------------- | --- | --- | --- | --- |
| 1    | CA Velez Sarsfield         | 8   | 6 | 3 | 2 | 1 | 8  | 7  | +1   |  | CA Velez Sarsfield         |     | 2-0 | 1-0 | 1-1 |
| 2    | Cruzeiro Esporte Clube     | 7   | 6 | 3 | 1 | 2 | 7  | 8  | -1   |  | Cruzeiro Esporte Clube     | 1-1 |     | 2-1 | 2-1 |
| 3    | SE Palmeiras               | 6   | 6 | 3 | 0 | 3 | 14 | 7  | +7   |  | SE Palmeiras               | 4-1 | 2-0 |     | 6-1 |
| 4    | Club Atlético Boca Juniors | 3   | 6 | 1 | 1 | 4 | 7  | 14 | -7   |  | Club Atlético Boca Juniors | 1-2 | 1-2 | 2-1 |     |

| Rang | Équipe                         | Pts | J | G | N | P | Bp | Bc | Diff |  | Résultats (▼ dom., ► ext.)     | Eme | Bar | Uni | Ali |
| ---- | ------------------------------ | --- | - | - | - | - | -- | -- | ---- |  | ------------------------------ | --- | --- | --- | --- |
| 1    | Club Sport Emelec              | 7   | 6 | 3 | 1 | 2 | 9  | 5  | +4   |  | Club Sport Emelec              |     | 0-1 | 2-0 | 3-0 |
| 2    | Barcelona Sporting Club        | 6   | 6 | 2 | 2 | 2 | 5  | 3  | +2   |  | Barcelona Sporting Club        | 0-1 |     | 0-0 | 3-0 |
| 3    | Club Universitario de Deportes | 6   | 6 | 2 | 2 | 2 | 4  | 5  | -1   |  | Club Universitario de Deportes | 2-1 | 0-0 |     | 0-1 |
| 4    | Club Alianza Lima              | 5   | 6 | 2 | 1 | 3 | 6  | 11 | -5   |  | Club Alianza Lima              | 2-2 | 2-1 | 1-2 |     |

| Rang | Équipe                    | Pts | J | G | N | P | Bp | Bc | Diff |  | Résultats (▼ dom., ► ext.) | Col | UEs | Def | Nac |
| ---- | ------------------------- | --- | - | - | - | - | -- | -- | ---- |  | -------------------------- | --- | --- | --- | --- |
| 1    | CSD Colo-Colo             | 9   | 6 | 4 | 1 | 1 | 11 | 6  | +5   |  | CSD Colo-Colo              |     | 3-1 | 2-0 | 4-2 |
| 2    | CD Union Española         | 7   | 6 | 3 | 1 | 2 | 6  | 6  | 0    |  | CD Union Española          | 1-2 |     | 1-0 | 1-0 |
| 3    | Defensor Sporting Club    | 5   | 6 | 1 | 3 | 2 | 3  | 5  | -2   |  | Defensor Sporting Club     | 0-0 | 1-1 |     | 1-0 |
| 4    | Club Nacional de Football | 3   | 6 | 1 | 1 | 4 | 5  | 8  | -3   |  | Club Nacional de Football  | 2-0 | 0-1 | 1-1 |     |

| Rang | Équipe               | Pts | J | G | N | P | Bp | Bc | Diff |  | Résultats (▼ dom., ► ext.) | Bol | Str | Min | Mar |
| ---- | -------------------- | --- | - | - | - | - | -- | -- | ---- |  | -------------------------- | --- | --- | --- | --- |
| 1    | Club Bolívar         | 9   | 6 | 3 | 3 | 0 | 9  | 2  | +7   |  | Club Bolívar               |     | 0-0 | 4-0 | 2-1 |
| 2    | The Strongest La Paz | 7   | 6 | 2 | 3 | 1 | 13 | 7  | +6   |  | The Strongest La Paz       | 0-0 |     | 7-1 | 5-0 |
| 3    | Minervén FC          | 5   | 6 | 2 | 1 | 3 | 10 | 17 | -7   |  | Minervén FC                | 1-1 | 5-0 |     | 2-1 |
| 4    | CS Marítimo          | 3   | 6 | 1 | 1 | 4 | 7  | 13 | -6   |  | CS Marítimo                | 0-2 | 1-1 | 4-1 |     |

### Huitièmes de finale
Le tirage au sort est orienté afin que le tenant du titre, São Paulo, rencontre l'une des deux autres formations brésiliennes encore en lice.
| Équipe 1                       | Résultat      | Équipe 2                      | Aller | Retour |
| ------------------------------ | ------------- | ----------------------------- | ----- | ------ |
| Club Universitario de Deportes | 2 - 3         | CD Independiente Medellin     | 2 - 1 | 0 - 2  |
| Defensor Sporting Club         | 1 - 1 2-4 tab | Club Atlético Vélez Sarsfield | 1 - 1 | 0 - 0  |
| Minervén FC                    | 3 - 3 4-2 tab | Club Sport Emelec             | 2 - 0 | 1 - 3  |
| Atlético Junior                | 3 - 3 4-3 tab | CSD Colo-Colo                 | 1 - 1 | 2 - 2  |
| The Strongest La Paz           | 1 - 6         | Club Bolívar                  | 1 - 2 | 0 - 4  |
| Barcelona Sporting Club        | 1 - 3         | Club Olimpia                  | 0 - 1 | 1 - 2  |
| CD Union Española              | 1 - 0         | Cruzeiro Esporte Clube        | 1 - 0 | 0 - 0  |
| Sociedade Esportiva Palmeiras  | 1 - 2         | São Paulo Futebol ClubeT      | 0 - 0 | 1 - 2  |

### Quarts de finale
Le tirage au sort est orienté afin que les clubs issus d'un même pays se rencontrent, pour éviter une finale entre deux formations d'une même fédération.
| Équipe 1                  | Résultat | Équipe 2                      | Aller | Retour |
| ------------------------- | -------- | ----------------------------- | ----- | ------ |
| CD Independiente Medellin | 0 - 2    | Atlético Junior               | 0 - 0 | 0 - 2  |
| CD Union Española         | 4 - 5    | São Paulo Futebol ClubeT      | 1 - 1 | 3 - 4  |
| Club Bolívar              | 0 - 3    | Club Olimpia                  | 0 - 1 | 0 - 2  |
| Minervén FC               | 0 - 2    | Club Atlético Vélez Sarsfield | 0 - 0 | 0 - 2  |

### Demi-finales
| Équipe 1                 | Résultat      | Équipe 2                      | Aller | Retour |
| ------------------------ | ------------- | ----------------------------- | ----- | ------ |
| São Paulo Futebol ClubeT | 2 - 2 4-3 tab | Club Olimpia                  | 2 - 1 | 0 - 1  |
| Atlético Junior          | 3 - 3 4-5 tab | Club Atlético Vélez Sarsfield | 2 - 1 | 1 - 2  |

### Finale
| 24 août 1994 | Club Atlético Vélez Sarsfield | 1 – 0 | São Paulo Futebol Clube | Stade José Amalfitani, Santiago                     |                                                     |
|              | Asad 35e                      |       |                         | Spectateurs : 48 000 Arbitrage : José Torres Cadena | Spectateurs : 48 000 Arbitrage : José Torres Cadena |

| 31 août 1994                       | São Paulo Futebol Clube | 1 - 0 ap                                         | Club Atlético Vélez Sarsfield | Stade Morumbi, São Paulo                                |                                                         |
|                                    | Müller 33e              |                                                  |                               | Spectateurs : 92 700 Arbitrage : Ernesto Filippi Cavani | Spectateurs : 92 700 Arbitrage : Ernesto Filippi Cavani |
| André · Müller · Euller · Palhinha | Tirs au but 3-5         | Trotta · Chilavert · Zandoná · Almandoz · Pompei |                               | Spectateurs : 92 700 Arbitrage : Ernesto Filippi Cavani | Spectateurs : 92 700 Arbitrage : Ernesto Filippi Cavani |

| Vainqueur de la Copa Libertadores 1994      |
| ------------------------------------------- |
| Club Atlético Vélez Sarsfield Premier titre |